# Tracy Hickman

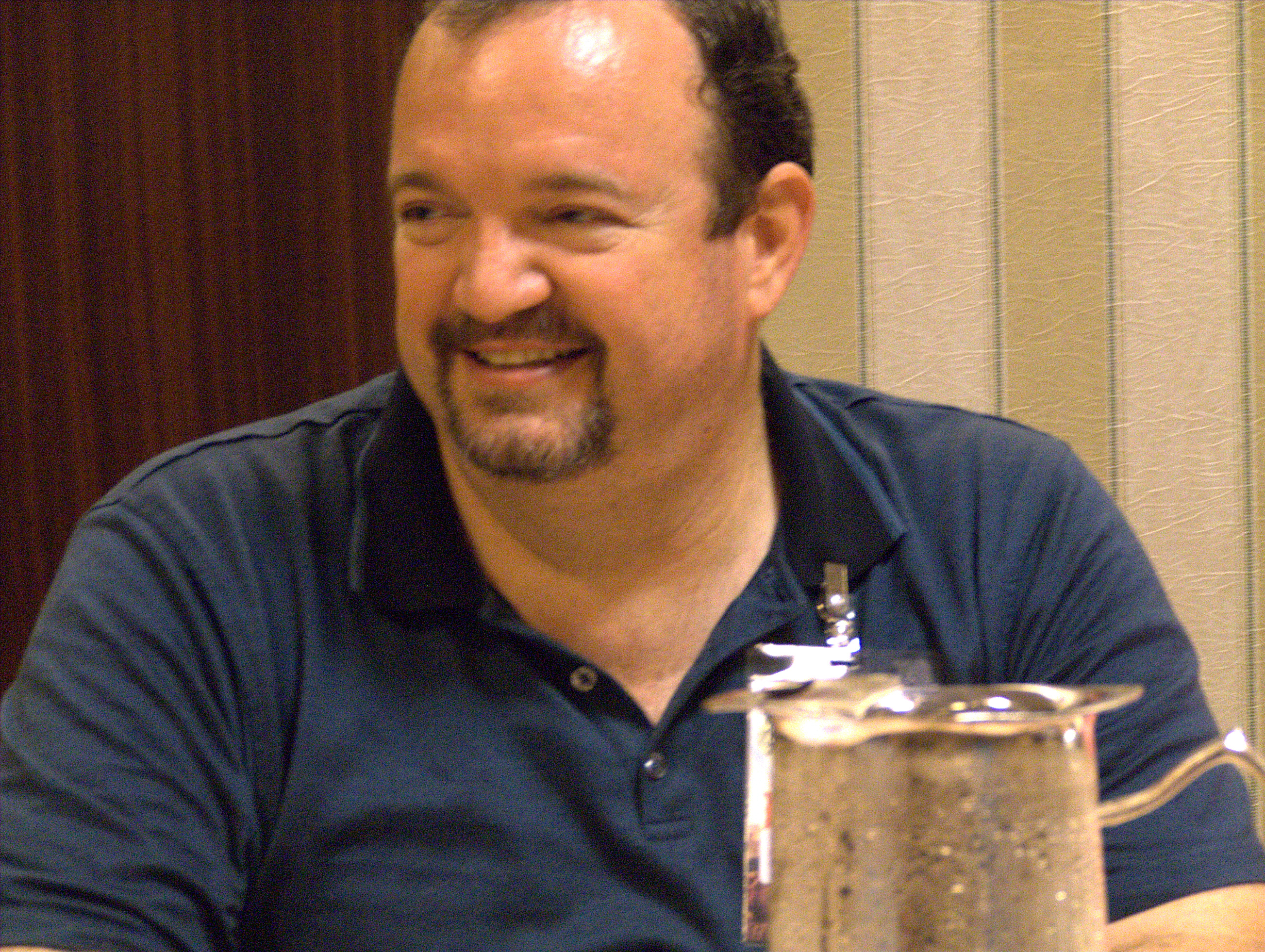
Tracy Hickman, 2006

Tracy Raye Hickman (* 26. November 1955 in Salt Lake City, Utah) ist ein amerikanischer Fantasy-Autor. Er schrieb und schreibt zusammen u. a. mit seiner Kollegin Margaret Weis an mehreren Fantasy-Zyklen, darunter Drachenlanze und Die Vergessenen Reiche. Außerdem ist er (Co-)Autor diverser Fantasy-Rollenspiel-Publikationen.

## Leben
Nach dem Abschluss der Provo High School im Jahr 1974 waren seine Hauptinteressen Musik, Theater und die Air Force (JROTC). Hickman ist Mormone und unternahm 1975 eine zweijährige Missionarstätigkeit für die Kirche Jesu Christi der Heiligen der Letzten Tage in Hawaii und Indonesien, wie dies bei dieser Glaubensgemeinschaft üblich ist. Daher spricht er auch Indonesisch. Nach der Rückkehr in die USA heiratete er während der ersten vier Monate seine Highschool-Freundin Laura Curtis, mit der er vier Kinder hat.
Bis 1984 arbeitete Tracy in unterschiedlichen Jobs, etwa als Theater-Manager, im Supermarkt oder als Glasarbeiter.
Im Jahr 1984 kaufte die Firma TSR zwei seiner bis dato geschriebenen Rollenspiel-Module, was dann 1985 zur Zusammenarbeit mit Margaret Weis und der gemeinsamen Arbeit an den Dragonlance Chronicles führte.
Mittlerweile lebt er in St. George im US-Bundesstaat Utah. 2001 wurde er in die Hall of Fame des Origins Award aufgenommen.

## Werke (Auswahl)

### Zusammen mit Margaret Weis

#### Die Rose des Propheten (Rose of the Prophet)
Die Reihe Die Rose des Propheten (Originaltitel: Rose of the Prophet) erschien im Original in drei Büchern, in der deutschen Übersetzung jedoch in sechs. Alle übersetzt von Ralph Tegtmeier.
- The Will of the Wanderer, Bantam Spectra 1989, ISBN 0-553-27638-7
  - Das Buch der Götter, Bastei Lübbe 1993, ISBN 3-404-20200-7
  - Das Buch Quar, Bastei Lübbe 1993, ISBN 3-404-20202-3
- The Paladin of the Night, Bantam Spectra 1989, ISBN 0-553-27902-5
  - Das Buch der Unsterblichen, Bastei Lübbe 1993, ISBN 3-404-20212-0
  - Das Buch Akhran, Bastei Lübbe 1993, ISBN 3-404-20214-7
- The Prophet of Akhran, Bantam Spectra 1989, ISBN 0-553-28143-7
  - Das Buch der Nomaden, Bastei Lübbe 1994, ISBN 3-404-20225-2
  - Das Buch Promenthas, Bastei Lübbe 1994, ISBN 3-404-20228-7

#### Drachenlanze
Die Geschichten rund um die Drachenlanze (Originaltitel: Dragonlance) unterteilen sich in mehrere Reihen.
Aus der Reihe Die Chronik der Drachenlanze (Originaltitel: Dragonlance Chronicles)
Alle übersetzt von Marita Böhm.
- Dragons of Autumn Twilight, TSR 1984, ISBN 0-88038-173-6
  - Drachenzwielicht, Goldmann 1989, ISBN 3-442-24510-9
  - Drachenjäger, Goldmann 1990, ISBN 3-442-24511-7
- Dragons of Winter Night, TSR 1985, ISBN 0-88038-174-4
  - Drachenwinter, Goldmann 1989, ISBN 3-442-24512-5
  - Drachenzauber, Goldmann 1989, ISBN 3-442-24513-3
- Dragons of Spring Dawning, TSR 1985, ISBN 0-88038-175-2
  - Drachenkrieg, Goldmann 1989, ISBN 3-442-24516-8
  - Drachendämmerung, Goldmann 1989, ISBN 3-442-24517-6

Aus der Reihe Die Legenden der Drachenlanze (Originaltitel: Dragonlance Legends)
Alle übersetzt von Marita Böhm.
- Time of the Twins, TSR 1986, ISBN 0-88038-265-1
  - Die Brüder, Goldmann 1990, ISBN 3-442-24527-3
  - Die Stadt der Göttin, Goldmann 1990, ISBN 3-442-24528-1
- War of the Twins, TSR 1986, ISBN 0-88038-266-X
  - Der Krieg der Brüder, Goldmann 1991, ISBN 3-442-24530-3
  - Die Königin der Finsternis, Goldmann 1991, ISBN 3-442-24531-1
- Test of the Twins, TSR 1986, ISBN 0-88038-267-8
  - Der Hammer der Götter, Goldmann 1991, ISBN 3-442-24533-8
  - Caramons Rückkehr, Goldmann 1991, ISBN 3-442-24534-6

Aus der Reihe Die Erben der Drachenlanze
- Dragons of Summer Flame, TSR 1995, ISBN 0-7869-0189-6
  - Drachensommer, Goldmann 1997, Übersetzerin Imke Brodersen, ISBN 3-442-24708-X
  - Drachenfeuer, Goldmann 1997, Übersetzerin Imke Brodersen, ISBN 3-442-24718-7

Aus der Reihe Die Kinder der Drachenlanze (Originaltitel: The War of Souls)
Alle übersetzt von Imke Brodersen.
- Dragons of a Fallen Sun, Wizards of the Coast 2000, ISBN 0-7869-1564-1
  - Drachensturm, Goldmann 2001, ISBN 3-442-24971-6
  - Die Drachenkönigin, Goldmann 2001, ISBN 3-442-24972-4
- Dragons of a Lost Star, Wizards of the Coast 2001, ISBN 0-7869-1817-9
  - Krieg der Seelen, Goldmann 2002, ISBN 3-442-24171-5
  - Der verlorene Stern, Goldmann 2002, ISBN 3-442-24172-3
- Dragons of a Vanished Moon, Wizards of the Coast 2002, ISBN 0-7869-2740-2
  - Die Drachen des verlorenen Mondes, Goldmann 2003, ISBN 3-442-24238-X
  - Die Herrin der Dunkelheit, Goldmann 2003, ISBN 3-442-24244-4

Aus der Reihe Dragonlance: Young Adult Chronicles
- A Rumor of Dragons, Wizards of the Coast 2003, ISBN 0-7869-3087-X
- Night of the Dragons, Wizards of the Coast 2003, ISBN 0-7869-3090-X
- Nightmare Lands, Wizards of the Coast 2003, ISBN 0-7869-3093-4
- To the Gates of Palanthas, Wizards of the Coast 2003, ISBN 0-7869-3096-9
- Hope's Flame, Wizards of the Coast 2004, ISBN 0-7869-3099-3
- A Dawn of Dragons, Wizards of the Coast 2004, ISBN 0-7869-3102-7

Ohne Reihe
- Dragonslance Sage – The Second Generation, TSR 1994, ISBN 1-56076-822-3 (Storysammlung)
  - Drachenlanze – Die neue Generation, Goldmann 1995, Übersetzerin Imke Brodersen, ISBN 3-442-24621-0

Anthologien:

 Dragonlance: Tales I
- The Magic of Krynn, TSR 1987, ISBN 0-88038-454-9
- Kender, Gully Dwarves, and Gnomes, TSR 1987, ISBN 0-88038-382-8
- Love and War, TSR 1987, ISBN 0-88038-519-7

 Dragonlance: Tales II 
- The Reign of Istar, TSR 1992, ISBN 1-56076-326-4

 Tales of the Fifth Age 
- Relics and Omens, TSR 1998, ISBN 0-7869-1169-7
- Heroes and Fools, TSR 1999, ISBN 0-7869-1346-0
- Rebels and Tyrants, Wizards of the Coast 2000, ISBN 0-7869-1676-1

 The Dragon Anthologies 
- The Dragons of Krynn, TSR 1994, ISBN 1-56076-830-4
- The Dragons at War, TSR 1996, ISBN 0-7869-0491-7
- The Dragons of Chaos, TSR 1997, ISBN 0-7869-0681-2
  - Stories aus der Welt der Drachenlanze, Goldmann 1999, Übersetzer Imke Brodersen und Ulff Lehmann, ISBN 3-442-24908-2
- Dragons of Time, Wizards of the Coast 2007, ISBN 0-7869-4295-9

Dragons of Autumn Twilight wurde als Animationsfilm verfilmt.

#### Das dunkle Schwert (Darksword)
Alle übersetzt von Eva Bauche-Eppers.
- Forging the Darksword, Bantam Spectra 1988, ISBN 0-553-26894-5
  - Das Kind des Todes, Bastei Lübbe 1991, ISBN 3-404-20159-0
  - Sohn der Verbannten, Bastei Lübbe 1991, ISBN 3-404-20161-2
- Doom of the Darksword, Bantam Spectra 1988, ISBN 0-553-27164-4
  - Der Weg nach Merilon, Bastei Lübbe 1992, ISBN 3-404-20171-X
  - Fluch der Wahrheit, Bastei Lübbe 1992, ISBN 3-404-20173-6
- Triumph of the Darksword, Bantam Spectra 1988, ISBN 0-553-27406-6
  - Die Engel des Untergangs, Bastei Lübbe 1992, ISBN 3-404-20183-3
  - Der Herrscher von Merilon, Bastei Lübbe 1992, ISBN 3-404-20185-X
- Legacy of the Darksword, Bantam Spectra 1987, ISBN 0-553-09965-5
  - Das Erbe das dunklen Schwerts, Bastei Lübbe 1992, ISBN 3-404-20337-2
- Darksword – Adventures (The Complete Guide to the Venturing in the Enchanted Tealm of Thimhallan), Bantam Books 1988, ISBN 0-553-17681-1

#### Die Vergessenen Reiche
Aus der Reihe Die Vergessenen Reiche (Originaltitel: Death Gate Cycle)
Alle übersetzt von Eva Bauche-Eppers.
- Dragon Wing, Bantam Spectra 1990, ISBN 0-553-05727-8
  - Himmelsstürmer, Bastei Lübbe 1991, ISBN 3-404-28198-5
- Elven Star, Bantam Spectra 1990, ISBN 0-553-07039-8
  - Elfenstern, Bastei Lübbe 1991, ISBN 3-404-28201-9
- Fire Sea, Bantam Spectra 1991, ISBN 0-553-07406-7
  - Feuersee, Bastei Lübbe 1992, ISBN 3-404-28205-1
- Serpent Mage, Bantam Spectra 1992, ISBN 0-553-08310-4
  - Drachenmagier, Bastei Lübbe 1992, ISBN 3-404-28210-8
- The Hand of Chaos, Bantam Spectra 1993, ISBN 0-553-09377-0
  - Drachenelfen, Bastei Lübbe 1993, ISBN 3-404-28216-7
- Into the Labyrinth, Bantam Spectra 1993, ISBN 0-553-09539-0
  - Irrwege, Bastei Lübbe 1994, ISBN 3-404-28219-1
- The Seventh Gate, Bantam Spectra 1993, ISBN 0-553-09647-8
  - Das siebte Tor, Bastei Lübbe 1995, ISBN 3-404-28227-2

#### Der Stein der Könige (Sovereign Stone)
- Well of Darkness, Voyager / HarperCollins 2000, ISBN 0-00-224746-1
  - Quell der Finsternis, Blanvalet 2001, ISBN 3-442-24999-6
- Guardians of the Lost, Voyager / HarperCollins 2001, ISBN 0-00-224748-8
- Der junge Ritter, Blanvalet 2002, ISBN 3-442-24134-0
  - Journey Into the Void, Eos / HarperCollins 2003, ISBN 0-06-105178-0
  - Die Pforten der Dunkelheit, Blanvalet 2004, ISBN 3-442-24135-9

### Mit Laura Curtis (Hickman)
Werke in Zusammenarbeit mit seiner Ehefrau

#### The Bronze Canticles
- Mystic Warrior, Aspect / Warner Books 2004, ISBN 0-446-53105-7
- Mystic Quest, Aspect / Warner Books 2005, ISBN 0-446-53106-5
- Mystic Empire, Aspect / Warner Books ISBN 0-446-53107-3

### Solowerke

#### Lieder vom Sternenwind
- Wayne of Gotham, It Books 2012, ISBN 978-0-06-207420-1
  - Wayne of Gotham, Panini 2014, ISBN 978-3-8332-2874-2

- Requiem der Sterne, 1998
- Das Rauschen der Ewigkeit

### Rollenspiel-Publikationen
- Drachenlanze
- Ravenloft
- Forgotten Realms (div. Abenteuer)
- Darksword
- Sovereign Stone
- XDM: X-Treme Dungeon Mastery mit seinem Sohn Curtis Hickman und Howard Tayler